# Exploration urbaine en France

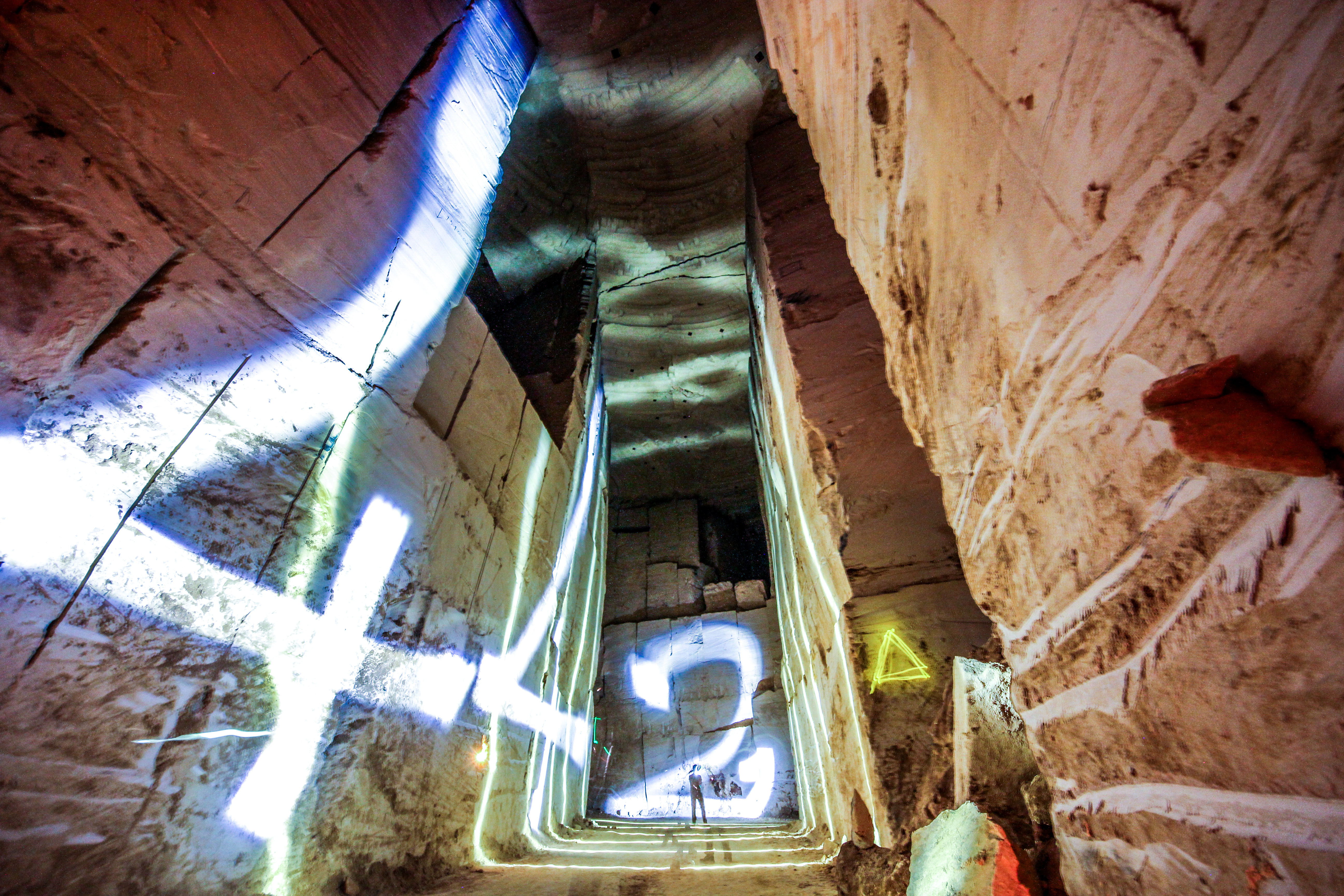
Lightpainting dans des carrières du sud de la France.

 (février 2015).
Si vous disposez d'ouvrages ou d'articles de référence ou si vous connaissez des sites web de qualité traitant du thème abordé ici, merci de compléter l'article en donnant les références utiles à sa vérifiabilité et en les liant à la section « Notes et références ».
En France, l'exploration urbaine fut jadis majoritairement issue de la cataphilie parisienne et de ses ramifications. Elle s'est rapidement diffusée dans l'ensemble du pays. 
D'abord présente uniquement sur le net autour d'une communauté restreinte basée sur un site de tchat, la riffzone, elle a vu apparaître ses premiers forums dédiés à Paris, Lyon puis partout en France. Par la suite, elle a fait son apparition dans les médias conventionnels, notamment de par la multiplication des reportages sur la cataphilie et la toiturophilie[réf. nécessaire].
Depuis 2010, de nombreux sites web, profils Flickr et pages Facebook se sont créés entraînant la découverte et le partage de très nombreux sites encore inconnus, mais aussi un réel débat sur sa pratique, ses codes de déontologie quant à la discrétion et la préservation des lieux. Les débats sont fréquents et houleux sur les nombreuses discussions liées à cette pratique sur les réseaux sociaux[réf. nécessaire]. Depuis 2010, plusieurs collectifs ou individus ont contribué à diffuser la pratique, en relayant leurs explorations sur YouTube. 

## Scène parisienne

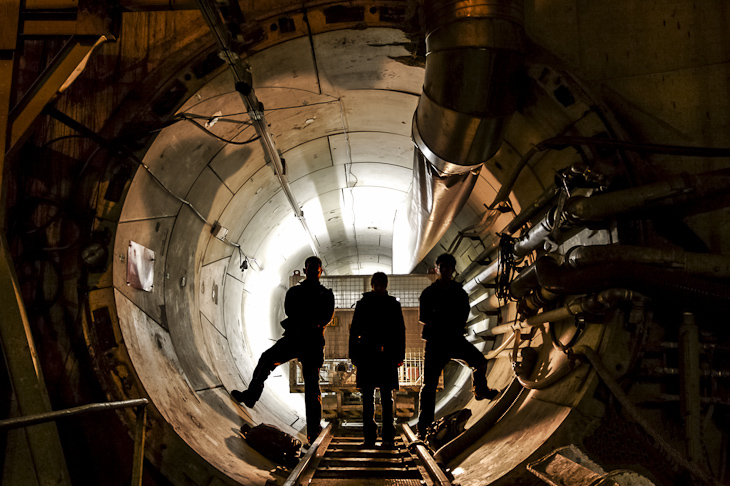
Explorateurs à l'entrée d'une galerie technique en cours de construction à Paris, France.

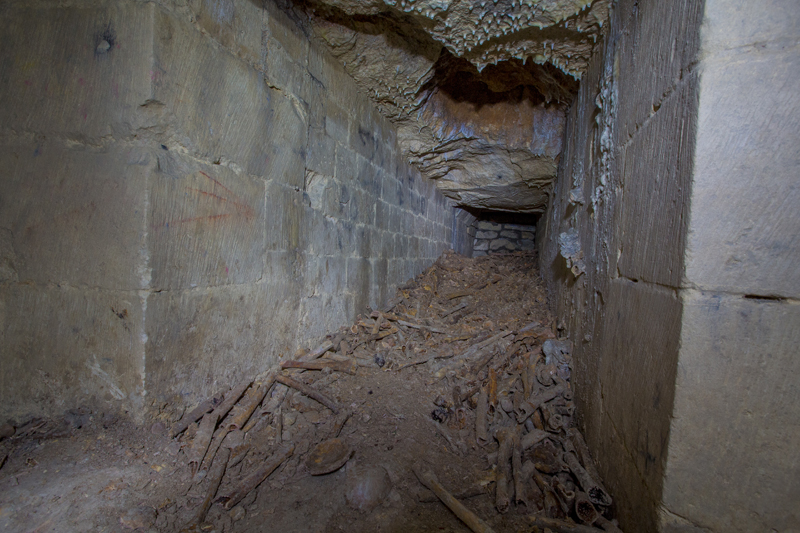
Ossements dans les carrières de Paris

La ville de Paris et sa proche banlieue ayant perdu dès les années 2000 de très nombreux sites, de par la flambée des prix de l'immobilier d'une part (beaucoup de destructions/réaménagements), et de la gentrification d'une autre (perfectionnement et augmentation des systèmes de sécurité et des patrouilles de police), les explorateurs urbains ne peuvent que constater le déclin parisien en matière de lieux visitables, voir simplement conservés, et non détruits... Auparavant parsemée de très nombreuses friches et sites d'exception (parfois à l'abandon depuis plus de 60 ans) la ville a vu lors des grands projets des années 1990 (ZAC Paris Rive Gauche - ZAC Boulogne / Seguin etc.) et des années 2000 (ZAC Batignolles - Grand Paris - petite ceinture etc.) une grande partie de ces lieux détruits ou réaménagés.
De très nombreux squats parisiens ainsi que leurs collectifs, souvent tributaires de ce genre de lieux pour des raisons d'habitation et/ou d'espace créatif, se sont donc métamorphosés de même : les occupations d'immeubles, parfois de bureaux, et ce même dans des quartiers luxueux (cf : squat de la rue de  Volnay et de la place de Rio à titre d'exemple).
La plupart des sommets parisiens, accessibles facilement pendant longtemps (y compris les églises et cathédrales de la capitale) ont été presque tous sécurisés et mis sous surveillance.
Mais le mouvement cataphile, principal moteur de la scène parisienne, est né dans les années 1970 (bien que l'expression ne date que des années 1980) de la descente de nombreux étudiants du Quartier Latin dans les anciennes carrières souterraines de Paris pour y faire la fête. Certains d'entre eux vont aller plus loin et se mettre à fréquenter les lieux tous les weekends.
Jusqu'à la fin des années 1980, les Catacombes de Paris sont un endroit à la mode où se croisent skinheads et étudiants. À la fin des années 1990 certains, lassés des galeries de carrières et incités par les médias et internet, s'exportent dans d'autres lieux de la capitale et élargissent leur champ d'activité : la cataphilie devient une branche particulière de l’exploration urbaine à la française.
La scène parisienne est aujourd'hui très active, les catacombes drainant un grand nombre de personnes qui par la suite s'intéressent à d'autres types d'endroits. Certains groupes décorent et s'installent dans des lieux abandonnés ou pas, ce que l'on ne trouve nulle part ailleurs. Accessibles de façon très aisée depuis les années 1980 via une chatière sur une friche ferroviaire, ce dernier a été muré, bétonné et enterré, compliquant considérablement l’accès aux carrières.

## Scène lyonnaise et alpine

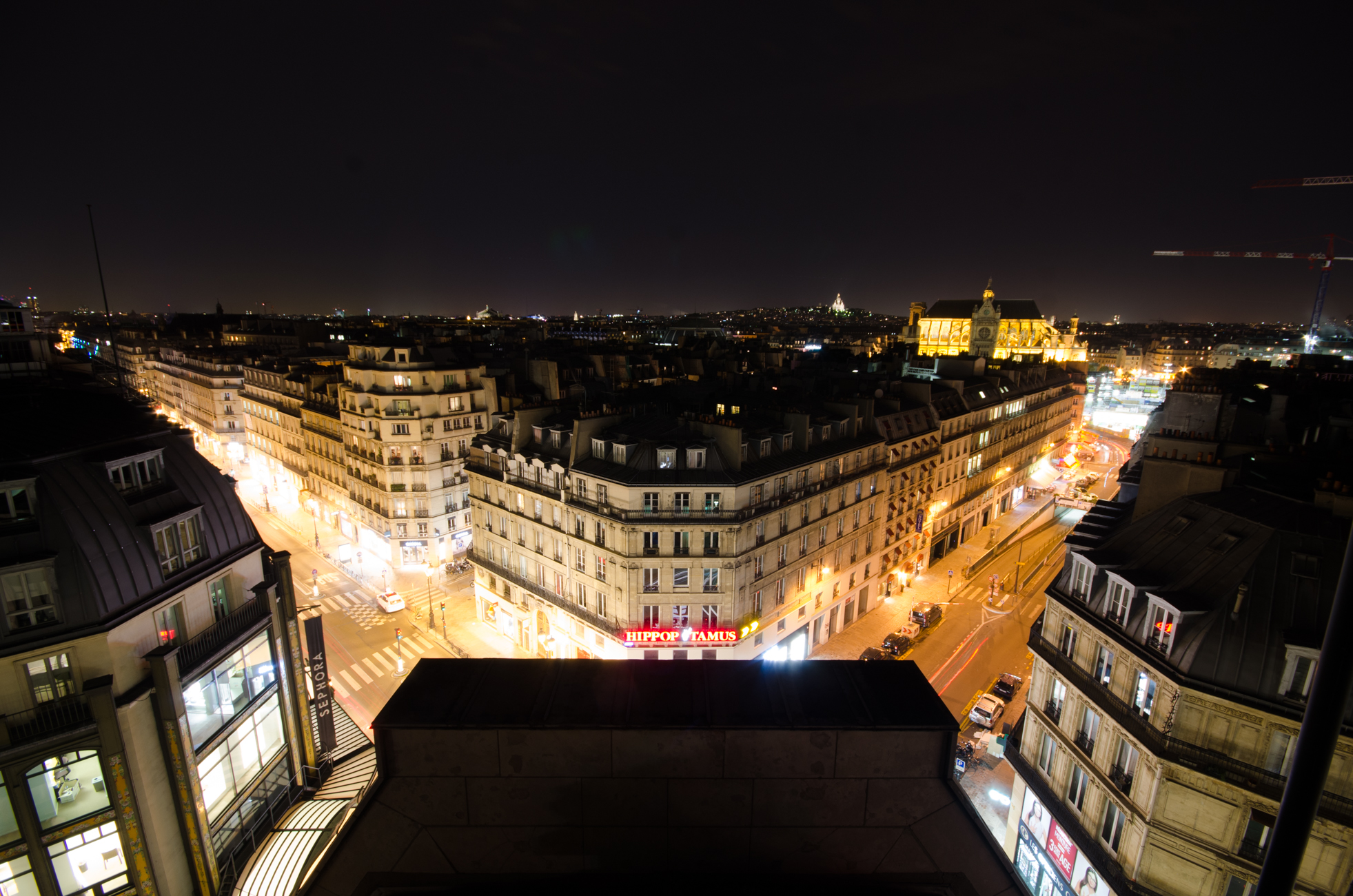
Une vue depuis un toit à Paris.

Depuis les années 2000, une deuxième scène émerge et se médiatise. Celle-ci s'est d'abord rassemblée autour de passionnés des anciens souterrains de drainage lyonnais et d'un réseau unique au monde sous la Croix-Rousse : les arêtes de poisson.  La proximité de Lyon avec le massif des Alpes a permis la création d'une communauté élargie entre les visiteurs des mines alpines et les cataphiles lyonnais.
Plusieurs livres sur ces réseaux oubliés sont aujourd'hui parus. Les cataphiles lyonnais se sont mobilisés pour préserver le réseau des arêtes de poissons de la construction du deuxième tunnel sous la Croix-Rousse. Lyon compte également quelques toiturophiles et explorateurs urbains assez actifs au niveau européen.

## Scène du Nord
Un bassin minier et industriel massif, victime de la fin de l'exploitation du charbon et de la houille d'une part, et de la crise économique d'autre part et de très nombreux sites souterrains et/ou militaires, témoins de deux guerres mondiales font que cette région attire les explorateurs belges et parisiens depuis de très nombreuses années. Les vandalismes par les habitants et par les explorateurs rendent l’accès à de nombreux sites complexes, toutefois, un vivier touristique pousse sur cette filière, et tout comme à Charleroi en Belgique des visites de sites sont organisées légalement autour de nombreux thèmes comme l'industrie, ou les deux grandes guerres.